# Gnophomyia permagica
Gnophomyia permagica is een tweevleugelige uit de familie steltmuggen (Limoniidae). De soort komt voor in het Neotropisch gebied.